# Telopathes
Telopathes is een geslacht van neteldieren uit de klasse van de Anthozoa (bloemdieren).

## Soort
- Telopathes magnus MacIsaac & Best, 2013